# Skjønhaug
Skjønhaug är en tätort i Indre Østfolds kommun i Østfold fylke i sydöstra Norge. Tätorten hade 1 936 invånare 2012.
Tidigare har orten tillhört dåvarande Trøgstads kommun.